# Letov Š-328
Letov Š-328 (S-328) – czechosłowacki samolot rozpoznawczy z okresu międzywojennego.

## Historia
W 1932 roku w czechosłowackiej wytwórni Letov w Pradze rozpoczęto produkcję samolotu rozpoznawczego Letov Š-328. Zaprojektowany był przez jej głównego konstruktora inż. Aloisa Šmolika; od jego nazwiska pochodziło oznaczenie Š. Konstrukcję samolotu oparto na produkowanym wcześniej modelu Letov Š-28. Letov Š-328 okazał się samolotem bardzo wszechstronnym i używany był również jako lekki bombowiec, niewielka liczba powstała w wariantach nocnego myśliwca i wodnosamolotu pływakowego. Lotnictwo czechosłowackie zamówiło 455 sztuk tych samolotów, lecz do wybuchu wojny w zakładach Letov zdołano wyprodukować jedynie 412 sztuk. Produkcję przerwano po zajęciu Czechosłowacji przez Niemcy w 1939 roku.

## Użycie samolotu
Samolot Letov Š-328 był najliczniej używanym samolotem w lotnictwie czechosłowackim. Latał na nim między innymi w czechosłowackim 2 pułku lotniczym sierż. Josef František – później jeden z asów polskiego Dywizjonu Myśliwskiego 303. 
Po zajęciu Czechosłowacji przez Niemcy, lotnictwo niemieckie przejęło wszystkie samoloty. 73 samoloty przekazano lotnictwu Słowacji, 62 samoloty lotnictwu Bułgarii. Samoloty słowackie były używane w lotach bojowych na froncie wschodnim w czasie II wojny światowej (na niewielką skalę już podczas wojny z Polską). Kilku samolotów użyto w roku 1944 podczas słowackiego powstania narodowego w walkach przeciw wojskom niemieckim. Bułgarskie Letovy używane były do zadań przeciwpartyzanckich.
W Luftwaffe samoloty Letov Š-328 były używane jedynie jako samoloty treningowe.

## Opis konstrukcji
Samolot Letov Š-328 był dwumiejscowym samolotem rozpoznawczym, dwupłatowcem o konstrukcji mieszanej. Kabina odkryta. Podwozie samolotu stałe, klasyczne, z płozą ogonową (istniała również odmiana z pływakami). Napęd: silnik gwiazdowy Walter Pegas II-M2 o mocy 580 KM (427 kW), śmigło dwułopatowe ciągnące. 